# Statistiche della nazionale femminile di rugby a 15 della Nuova Zelanda
Statistiche aggiornate al 30 novembre 2018.

## Statistiche di squadra

### Generali
- Vittoria con il massimo scarto: 128 punti
Nuova Zelanda — Germania 134-6 (Amsterdam, National Rugby Center, 2 maggio 1998)[1]
- Sconfitta con il massimo scarto: 14 punti
Inghilterra — Nuova Zelanda 21-7 (Hersham, Molesey Road, 6 dicembre 2011)
- Incontro con il massimo numero di punti realizzati:
Nuova Zelanda — Germania 134-6 (cit.), 134 punti
- Incontro con il massimo numero di punti subìti:
Inghilterra — Nuova Zelanda 32-23 (Londra, Twickenham, 1º dicembre 2012), 32 punti[2]
Inghilterra — Nuova Zelanda 32-41 (Belfast, Ravenhill Stadium, 26 agosto 2017), 32 punti[3]
- Maggior numero di vittorie consecutive: 24
Inizio serie: Nuova Zelanda — Germania 117-0 (Cornellà de Llobregat, Stadio municipale, 13 maggio 2002)
Fine serie: Inghilterra — Nuova Zelanda 3-16 (Hersham, Molesey Road, 14 novembre 2009)[4]
- Maggior numero di sconfitte consecutive: 3
Inizio serie: Inghilterra — Nuova Zelanda 16-13 (Hersham, Molesey Road, 23 novembre 2012)
Fine serie: Inghilterra — Nuova Zelanda 32-23 (cit.)[2]

### Incontri disputati
| Data              | Sede                  | Incontro                             | Note            |
| ----------------- | --------------------- | ------------------------------------ | --------------- |
| 26 agosto 1990    | Christchurch          | Nuova Zelanda — Paesi Bassi 56-0     | RugbyFest       |
| 28 agosto 1990    | Christchurch          | Nuova Zelanda — Unione Sovietica 8-0 | RugbyFest       |
| 30 agosto 1990    | Christchurch          | Nuova Zelanda — Stati Uniti 9-3      | RugbyFest       |
| 1º settembre 1990 | Christchurch          | Nuova Zelanda — World XV 12-4        | RugbyFest       |
| 6 aprile 1991     | Cardiff               | Canada — Nuova Zelanda 8-24          | Coppa del Mondo |
| 10 aprile 1991    | Llanharan             | Galles — Nuova Zelanda 6-24          | Coppa del Mondo |
| 12 aprile 1991    | Cardiff               | Nuova Zelanda — Stati Uniti 0-7      | Coppa del Mondo |
| 2 settembre 1994  | Sydney                | Australia — Nuova Zelanda 0-37       | Test match      |
| 22 luglio 1995    | Auckland              | Nuova Zelanda — Australia 64-0       | Test match      |
| 31 agosto 1996    | Sydney                | Australia — Nuova Zelanda 5-28       | Test match      |
| 8 settembre 1996  | Saint Albert          | Canada — Nuova Zelanda 3-88          | Canada Cup      |
| 11 settembre 1996 | Edmonton              | Nuova Zelanda — Stati Uniti 88-8     | Canada Cup      |
| 14 settembre 1996 | Edmonton              | Francia — Nuova Zelanda 0-109        | Canada Cup      |
| 13 agosto 1997    | Burnham               | Nuova Zelanda — Inghilterra 67-0     | Test match      |
| 16 agosto 1997    | Dunedin               | Nuova Zelanda — Australia 44-0       | Test match      |
| 2 maggio 1998     | Amsterdam             | Germania — Nuova Zelanda 6-134       | Coppa del Mondo |
| 5 maggio 1998     | Amsterdam             | Nuova Zelanda — Scozia 76-0          | Coppa del Mondo |
| 9 maggio 1998     | Amsterdam             | Nuova Zelanda — Spagna 46-3          | Coppa del Mondo |
| 12 maggio 1998    | Amsterdam             | Inghilterra — Nuova Zelanda 11-44    | Coppa del Mondo |
| 16 maggio 1998    | Amsterdam             | Nuova Zelanda — Stati Uniti 44-12    | Coppa del Mondo |
| 29 agosto 1998    | Sydney                | Australia — Nuova Zelanda 3-27       | Test match      |
| 16 ottobre 1999   | Palmerston North      | Nuova Zelanda — Canada 73-0          | Test match      |
| 19 ottobre 1999   | Palmerston North      | Nuova Zelanda — Stati Uniti 65-5     | Test match      |
| 23 settembre 2000 | Winnipeg              | Canada — Nuova Zelanda 0-41          | Canada Cup      |
| 27 settembre 2000 | Winnipeg              | Nuova Zelanda — Stati Uniti 45-0     | Canada Cup      |
| 30 settembre 2000 | Winnipeg              | Inghilterra — Nuova Zelanda 13-32    | Canada Cup      |
| 9 giugno 2001     | Distretto di Rotorua  | Nuova Zelanda — Inghilterra 15-10    | Test match      |
| 16 giugno 2001    | Albany                | Nuova Zelanda — Inghilterra 17-22    | Test match      |
| 13 maggio 2002    | Cornellà de Llobregat | Germania — Nuova Zelanda 0-117       | Coppa del Mondo |
| 18 maggio 2002    | Cornellà de Llobregat | Australia — Nuova Zelanda 3-36       | Coppa del Mondo |
| 21 maggio 2002    | Cornellà de Llobregat | Nuova Zelanda — Francia 30-0         | Coppa del Mondo |
| 25 maggio 2002    | Barcellona            | Inghilterra — Nuova Zelanda 9-19     | Coppa del Mondo |
| 4 ottobre 2003    | Auckland              | Nuova Zelanda — World XV 37-0        | Test match      |
| 11 ottobre 2003   | Whangarei             | Nuova Zelanda — World XV 38-18       | Test match      |
| 8 giugno 2004     | Vancouver             | Canada — Nuova Zelanda 5-32          | Churchill Cup   |
| 13 giugno 2004    | Calgary               | Nuova Zelanda — Stati Uniti 35-0     | Churchill Cup   |
| 19 giugno 2004    | Edmonton              | Inghilterra — Nuova Zelanda 0-38     | Churchill Cup   |
| 29 giugno 2005    | Ottawa                | Nuova Zelanda — Scozia 30-9          | Canada Cup      |
| 5 luglio 2005     | Ottawa                | Canada — Nuova Zelanda 3-43          | Canada Cup      |
| 8 luglio 2005     | Ottawa                | Canada — Nuova Zelanda 5-32          | Canada Cup      |
| 22 ottobre 2005   | Auckland              | Nuova Zelanda — Inghilterra 33-8     | Test match      |
| 26 ottobre 2005   | Hamilton              | Nuova Zelanda — Inghilterra 24-15    | Test match      |
| 31 agosto 2006    | Edmonton              | Nuova Zelanda — Canada 66-7          | Coppa del Mondo |
| 4 settembre 2006  | Saint Albert          | Nuova Zelanda — Samoa 50-0           | Coppa del Mondo |
| 8 settembre 2006  | Edmonton              | Nuova Zelanda — Scozia 21-0          | Coppa del Mondo |
| 12 settembre 2006 | Edmonton              | Nuova Zelanda — Francia 40-10        | Coppa del Mondo |
| 17 settembre 2006 | Edmonton              | Inghilterra — Nuova Zelanda 17-25    | Coppa del Mondo |
| 16 ottobre 2007   | Whanganui             | Nuova Zelanda — Australia 21-10      | Test match      |
| 20 ottobre 2007   | Wellington            | Nuova Zelanda — Australia 29-12      | Test match      |
| 14 ottobre 2008   | Canberra              | Australia — Nuova Zelanda 3-37       | Test match      |

| Data              | Sede         | Incontro                          | Note            |
| ----------------- | ------------ | --------------------------------- | --------------- |
| 18 ottobre 2008   | Canberra     | Australia — Nuova Zelanda 16-22   | Test match      |
| 14 novembre 2009  | Hersham      | Inghilterra — Nuova Zelanda 3-16  | Test match      |
| 21 novembre 2009  | Londra       | Inghilterra — Nuova Zelanda 10-3  | Test match      |
| 20 agosto 2010    | Guildford    | Nuova Zelanda — Sudafrica 55-3    | Coppa del Mondo |
| 24 agosto 2010    | Guildford    | Australia — Nuova Zelanda 5-32    | Coppa del Mondo |
| 28 agosto 2010    | Guildford    | Nuova Zelanda — Galles 41-8       | Coppa del Mondo |
| 1º settembre 2010 | Londra       | Francia — Nuova Zelanda 7-45      | Coppa del Mondo |
| 5 settembre 2010  | Londra       | Inghilterra — Nuova Zelanda 10-13 | Coppa del Mondo |
| 26 novembre 2011  | Londra       | Inghilterra — Nuova Zelanda 10-0  | Test match      |
| 6 dicembre 2011   | Hersham      | Inghilterra — Nuova Zelanda 21-7  | Test match      |
| 10 dicembre 2011  | Hersham      | Inghilterra — Nuova Zelanda 8-8   | Test match      |
| 23 novembre 2012  | Hersham      | Inghilterra — Nuova Zelanda 16-13 | Test match      |
| 27 novembre 2012  | Aldershot    | Inghilterra — Nuova Zelanda 17-8  | Test match      |
| 1º dicembre 2012  | Londra       | Inghilterra — Nuova Zelanda 32-23 | Test match      |
| 13 luglio 2013    | Auckland     | Nuova Zelanda — Inghilterra 29-10 | Test match      |
| 16 luglio 2013    | Hamilton     | Nuova Zelanda — Inghilterra 14-9  | Test match      |
| 20 luglio 2013    | Pukekohe     | Nuova Zelanda — Inghilterra 29-8  | Test match      |
| 1º giugno 2014    | Rotorua      | Nuova Zelanda — Australia 38-3    | Test match      |
| 10 giugno 2014    | Tauranga     | Nuova Zelanda — Canada 16-8       | Test match      |
| 10 giugno 2014    | Auckland     | Nuova Zelanda — Samoa 90-12       | Test match      |
| 14 giugno 2014    | Whakatane    | Nuova Zelanda — Canada 33-21      | Test match      |
| 1º agosto 2014    | Marcoussis   | Nuova Zelanda — Kazakistan 79-5   | Coppa del Mondo |
| 5 agosto 2014     | Marcoussis   | Nuova Zelanda — Irlanda 14-17     | Coppa del Mondo |
| 9 agosto 2014     | Marcoussis   | Nuova Zelanda — Stati Uniti 34-3  | Coppa del Mondo |
| 13 agosto 2014    | Marcoussis   | Nuova Zelanda — Galles 63-7       | Coppa del Mondo |
| 17 agosto 2014    | Marcoussis   | Stati Uniti — Nuova Zelanda 5-55  | Coppa del Mondo |
| 27 giugno 2015    | Calgary      | Canada — Nuova Zelanda 22-40      | Test match      |
| 1º luglio 2015    | Calgary      | Nuova Zelanda — Inghilterra 26-7  | Test match      |
| 5 luglio 2015     | Edmonton     | Nuova Zelanda — Stati Uniti 47-14 | Test match      |
| 22 ottobre 2016   | Auckland     | Nuova Zelanda — Australia 67-3    | Test match      |
| 26 ottobre 2016   | Auckland     | Nuova Zelanda — Australia 29-3    | Test match      |
| 19 novembre 2016  | Londra       | Inghilterra — Nuova Zelanda 20-25 | Test match      |
| 23 novembre 2016  | Dublino      | Canada — Nuova Zelanda 10-20      | Test match      |
| 27 novembre 2016  | Dublino      | Irlanda — Nuova Zelanda 8-38      | Test match      |
| 9 giugno 2017     | Wellington   | Nuova Zelanda — Canada 28-16      | Test match      |
| 13 giugno 2017    | Christchurch | Nuova Zelanda — Australia 44-17   | Test match      |
| 17 giugno 2017    | Rotorua      | Nuova Zelanda — Inghilterra 21-29 | Test match      |
| 9 agosto 2017     | Dublino      | Nuova Zelanda — Galles 44-12      | Coppa del Mondo |
| 13 agosto 2017    | Dublino      | Nuova Zelanda — Hong Kong 121-0   | Coppa del Mondo |
| 17 agosto 2017    | Dublino      | Canada — Nuova Zelanda 5-48       | Coppa del Mondo |
| 22 agosto 2017    | Belfast      | Nuova Zelanda — Stati Uniti 45-12 | Coppa del Mondo |
| 26 agosto 2017    | Belfast      | Inghilterra — Nuova Zelanda 32-41 | Coppa del Mondo |
| 18 agosto 2018    | Sydney       | Australia — Nuova Zelanda 11-31   | Test match      |
| 25 agosto 2018    | Auckland     | Nuova Zelanda — Australia 45-17   | Test match      |
| 3 novembre 2018   | Chicago      | Stati Uniti — Nuova Zelanda 6-67  | Test match      |
| 9 novembre 2018   | Tolone       | Francia — Nuova Zelanda 0-14      | Test match      |
| 17 novembre 2018  | Grenoble     | Francia — Nuova Zelanda 30-27     | Test match      |

### Riepilogo per avversario
| Avversario       | Primo incontro  | G  | V  | N | P  | PF    | PS  | % V/G |
| ---------------- | --------------- | -- | -- | - | -- | ----- | --- | ----- |
| Australia        | 1994            | 17 | 17 | 0 | 0  | 631   | 111 | 100   |
| Canada           | 1991            | 14 | 14 | 0 | 0  | 584   | 113 | 100   |
| Francia          | 1996            | 6  | 5  | 0 | 1  | 265   | 47  | 83    |
| Galles           | 1991            | 4  | 4  | 0 | 0  | 172   | 33  | 100   |
| Germania         | 1998            | 2  | 2  | 0 | 0  | 251   | 6   | 100   |
| Hong Kong        | 2017            | 1  | 1  | 0 | 0  | 121   | 0   | 100   |
| Inghilterra      | 1997            | 26 | 17 | 1 | 8  | 590   | 347 | 65    |
| Irlanda          | 2014            | 2  | 1  | 0 | 1  | 52    | 25  | 50    |
| Kazakistan       | 2014            | 1  | 1  | 0 | 0  | 79    | 5   | 100   |
| Paesi Bassi      | 1990            | 1  | 1  | 0 | 0  | 56    | 0   | 100   |
| Samoa            | 2006            | 2  | 2  | 0 | 0  | 140   | 12  | 100   |
| Scozia           | 1998            | 3  | 3  | 0 | 0  | 127   | 9   | 100   |
| Spagna           | 1998            | 1  | 1  | 0 | 0  | 46    | 3   | 100   |
| Stati Uniti      | 1990            | 12 | 11 | 0 | 1  | 534   | 75  | 92    |
| Sudafrica        | 2010            | 1  | 1  | 0 | 0  | 55    | 3   | 100   |
| Unione Sovietica | 1990            | 1  | 1  | 0 | 0  | 8     | 0   | 100   |
| World XV         | 1990            | 3  | 3  | 0 | 0  | 87    | 22  | 100   |
| Totale generale  | Totale generale | 97 | 85 | 1 | 11 | 3 554 | 800 | 88    |

### Confronti in Coppa del Mondo
| Avversario      | Primo incontro  | G  | V  | N | P | PF    | PS  | % V/G |
| --------------- | --------------- | -- | -- | - | - | ----- | --- | ----- |
| Australia       | 2002            | 2  | 2  | 0 | 0 | 68    | 8   | 100   |
| Canada          | 1991            | 3  | 3  | 0 | 0 | 138   | 20  | 100   |
| Francia         | 2002            | 3  | 3  | 0 | 0 | 115   | 17  | 100   |
| Galles          | 1991            | 4  | 4  | 0 | 0 | 172   | 33  | 100   |
| Germania        | 1998            | 4  | 4  | 0 | 0 | 251   | 6   | 100   |
| Hong Kong       | 2017            | 1  | 0  | 0 | 0 | 121   | 0   | 100   |
| Inghilterra     | 1998            | 5  | 5  | 0 | 0 | 142   | 79  | 100   |
| Irlanda         | 2014            | 1  | 0  | 0 | 1 | 14    | 17  | 0     |
| Kazakistan      | 2014            | 1  | 1  | 0 | 0 | 79    | 5   | 100   |
| Samoa           | 2006            | 1  | 1  | 0 | 0 | 50    | 0   | 100   |
| Scozia          | 1998            | 2  | 2  | 0 | 0 | 97    | 0   | 100   |
| Spagna          | 1998            | 1  | 1  | 0 | 0 | 46    | 3   | 100   |
| Stati Uniti     | 1991            | 5  | 4  | 0 | 1 | 178   | 39  | 80    |
| Sudafrica       | 2010            | 1  | 1  | 0 | 0 | 55    | 3   | 100   |
| Totale generale | Totale generale | 32 | 30 | 0 | 2 | 1 526 | 230 | 93,75 |

## Statistiche individuali

### Presenze

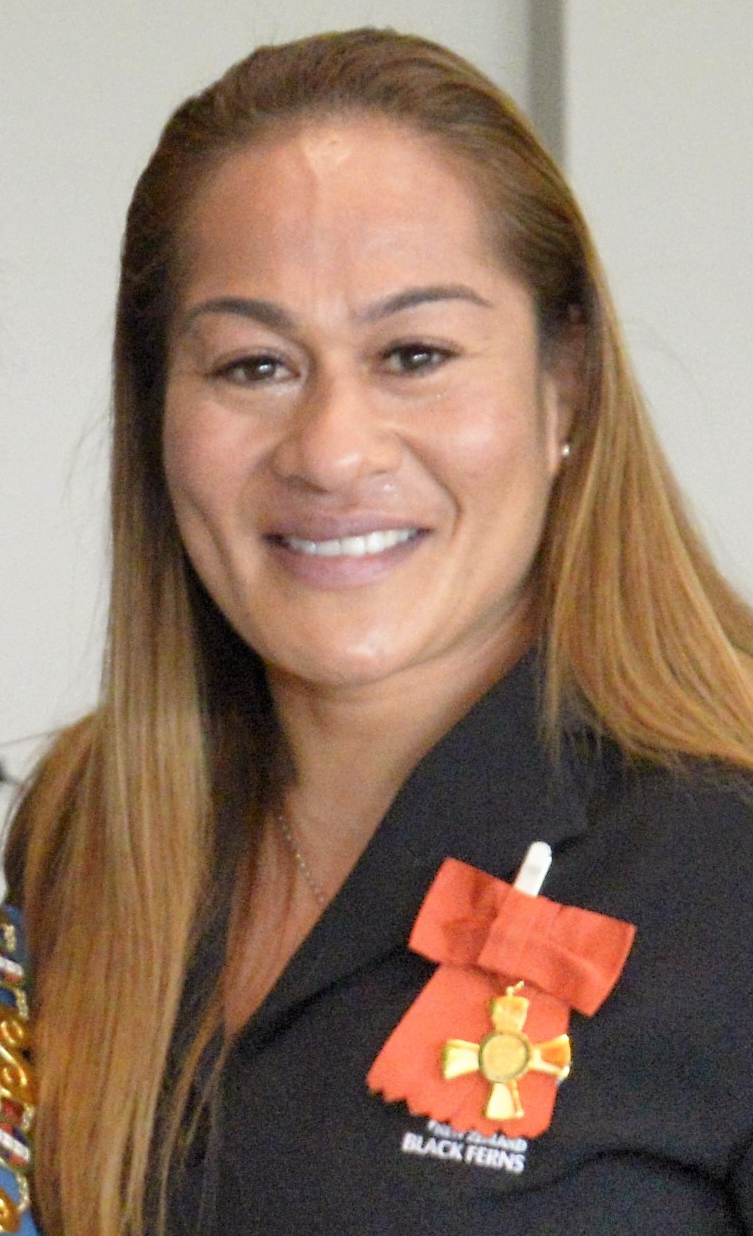
Fiao’o Fa’amausili, record di 57 presenze in nazionale

| Presenze | Giocatrice         | Anni      |
| -------- | ------------------ | --------- |
| 57       | Fiao’o Fa’amausili | 2002-2018 |
| 47       | Kendra Cocksedge   | 2007-     |
| 47       | Anna Richards      | 1990-2010 |
| 46       | Emma Jensen        | 2002-2014 |
| 40       | Linda Itunu        | 2003-2018 |
| 37       | Kelly Brazier      | 2009-     |
| 35       | Renee Wickliffe    | 2009-     |
| 35       | Farah Palmer       | 1996-2006 |
| 34       | Eloise Blackwell   | 2011-     |
| 33       | Selica Winiata     | 2008-     |